# Sergej Rjabkov

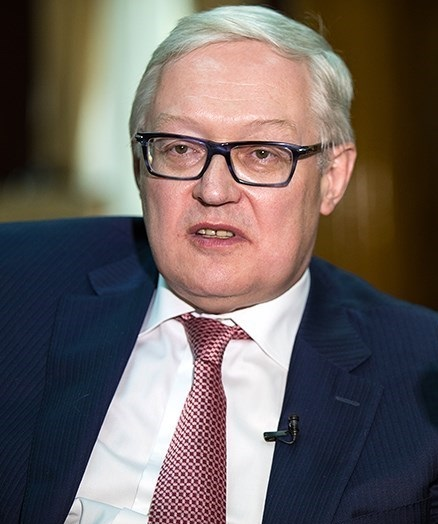
Rjabkov in 2016

Sergej Aleksejevitsj Rjabkov (Russisch: Серге́й Алексе́евич Рябко́в) (Leningrad, 8 juli 1960) is een Russisch politicus. Sinds 2008 is hij de plaatsvervangende minister van Buitenlandse Zaken voor Rusland.

## Carrière
Rjabkov studeerde in 1982 op 22-jarige leeftijd af aan het Staatsinstituut voor Internationale Betrekkingen van Moskou. Datzelfde jaar ging hij aan het werk bij het Russische ministerie van Buitenlandse Zaken. Vanaf 1995 werkte hij hier bij de Afdeling voor Europese Samenwerking. 
In 2002 ging Rjabkov aan de slag bij de Russische ambassade in Washington D.C.. In 2006 keerde hij terug naar Moskou, waar hij nu de leiding kreeg over de Afdeling voor Europese Samenwerking. Op 15 augustus 2008 werd hij benoemd tot plaatsvervangend minister van Buitenlandse Zaken.
In januari 2022, een maand voor het begin van de Russische oorlog in Oekraïne, had Rjabkov in Genève een ontmoeting met de plaatsvervangend staatssecretaris van de Verenigde Staten, Wendy Sherman. Rjabkov ontkende toen dat er Russische plannen waren voor een invasie, ondanks dat er al sprake was van een grote Russische troepenopbouw langs de Oekraïense grens.
Hij kreeg meerdere onderscheidingen, waaronder de Orde van Verdienste voor het Vaderland.

## Privé
Rjabkov is getrouwd en heeft twee kinderen.